# 上海老城厢
31°13′30″N 121°29′06″E / 31.225°N 121.485°E

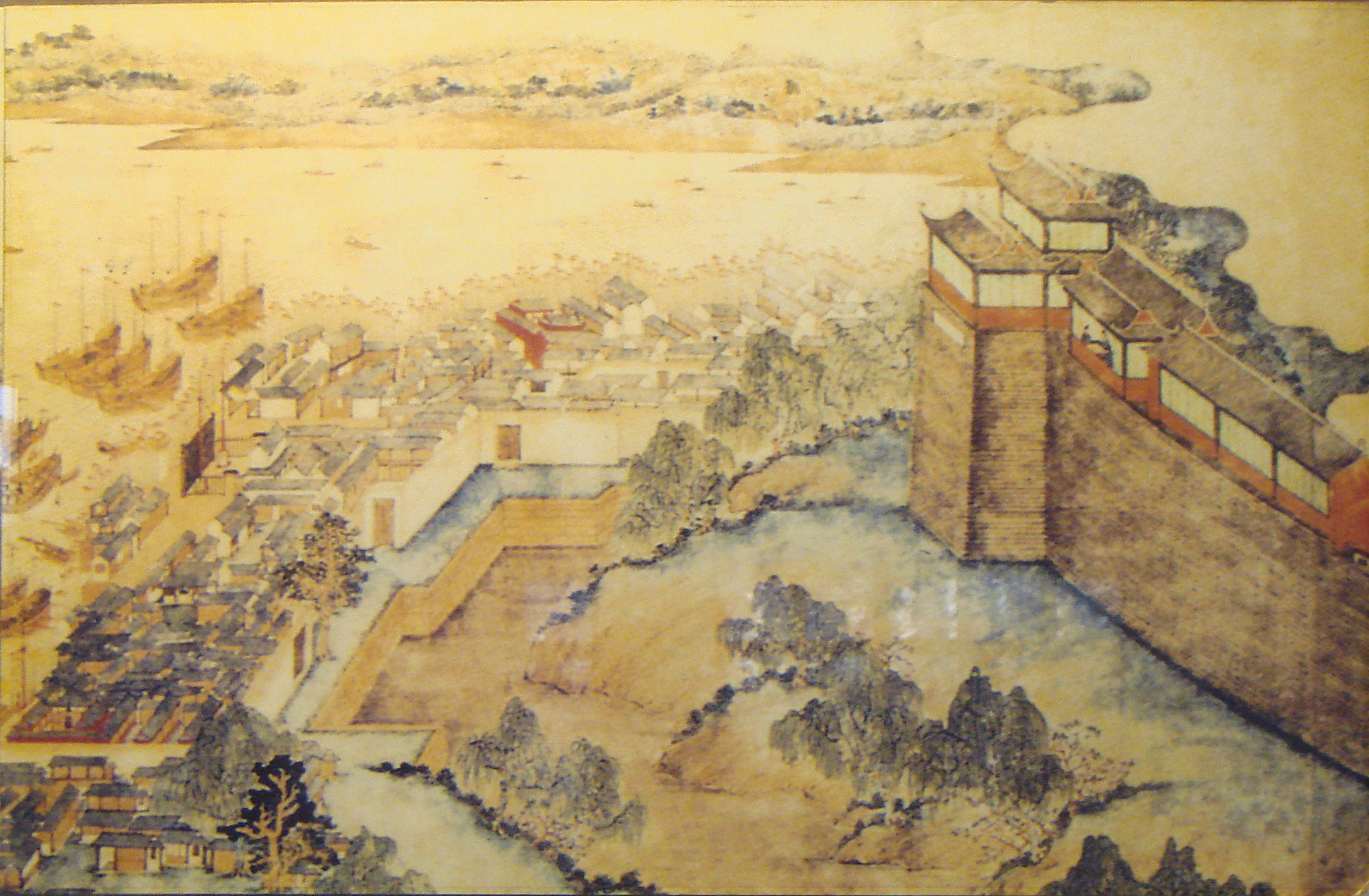
明代的上海县城图，可见城墙与城墙外的临江码头

上海老城厢是中国上海的历史城区，是历史上的市中心。老城厢大约周长7公里，总面积199.72公顷，历史上曾有城墙环绕。老城厢曾是历史上上海县的县治。随着上海开埠、租界设立，老城厢成为了更大的近代上海市中心的一部分，但仍长期作为在上海的中国行政机构的所在。位于老城厢的特征性区域有：位于老城厢中部的老城隍庙、附近的古典园林豫园、位于西南部的文庙等。
除了较小的两段遗存外，上海城墙在1912年被拆除，原城墙与护城河改建为了宽阔的环形马路，即中华路（南半部）和法华民国路（北半部）（1950年后改为“人民路”），此环形马路至今仍标示着老城厢的地界。
20世纪后半叶中，老城厢基本与南市区的范围吻合，现在则并入了黄浦区。

## 历史

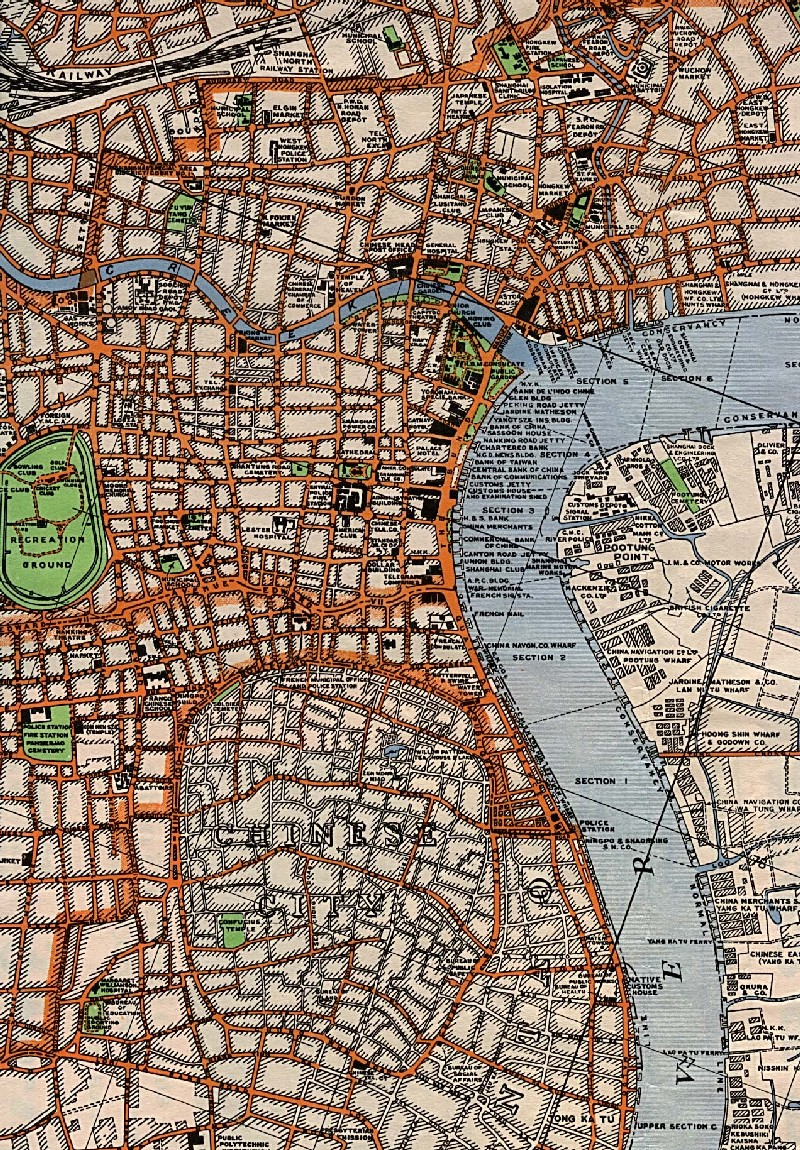
在这幅1933年出版的英文上海地图上，老城厢的圆形轮廓仍清晰可见（此图下方）。此地图上将老城厢标为“Chinese City”（“华界城区”）。老城厢的北、东北及西面是法租界，再往北则是公共租界。

上海老城厢在古时原是黄浦江岸较小的聚居地。公元12至13世纪（宋代）由于上游航道淤塞，导致上游较大城镇的码头和集市向下游转移，因而得以开始发展。南宋咸淳三年（1267年），上海升为华亭县下辖的镇，并开始驻兵。元代的至元十四年（1277年），上海镇被指定为七座对海外通商的海关机构市舶司之一的驻地，华亭县同时升为松江府。上海市舶司衙门后来成为上海县署使用，上海城就在繁忙的市舶司衙门周围发展起来。随着海外贸易的重要性日益增长，至元二十九年（1292年）上海升为县，上海城成为县治。
明朝时，上海的主要河道进行了大改造，流经县城、原来是吴淞江（苏州河）支流的黄浦江成为主河道，吴淞江成为其支流。1553年为抵御溯江而上的倭寇第一次修建了环城的城墙。此时的上海城已经成为较大的城镇，城内与其他太湖流域城市一样，河网密布，街道大多临河而建。
康熙廿四年（1685年）在上海县城设關稅司，即后来的江海关。1842年鸦片战争后期，上海县城曾被英国占领，同年的《南京条约》开辟上海为五个通商口岸之一，1843年11月17日上海正式开埠，在以后数年中许多国家在上海获得居住、通商和租界权。因此19世纪后半叶，上海的市区从上海县城向北、西扩展，县城成为市中心的一部分。上海居民将最先开发的英租界沿黄浦江繁华地段称为“北市”，而县城内的原有城区则称为“南市”。由于两处商业区的经济结构分工不同，“北市”也泛指国际贸易，“南市”也泛指国内贸易。1853年9月7日，上海縣城被小刀會佔領，上海道台吴健彰逃至英租界；爲了尋求租界武裝支援反攻縣城，而將租界貿易及海关管理权交予外國人。
此後的上海县城仍是上海县的县治，但上海县的中国政府行政机构实际有效辖区只达县城内以及城郊的其他华界地域，随着租界及跨界筑路地区的扩张，华界亦不断缩小，到20世纪初只包括县城、现为闵行区的西部郊区、以及东北部杨树浦地区的码头和工厂区。（现在的浦东地区当时是分别的县。）1912年中华民国成立后，上海县城升为上海县辖下的上海市，但随后在军阀争夺和首都北京的政治纷争中上海县城的“市”级建制屡次被取消又重设。
相对迅速近代化的租界地区，南市在19世纪下半叶基本保留了原有的结构和环境，但到了20世纪初，老城厢已无法抗拒四周近代城市的融合力。地处英法租界的老北门街（今河南中路、河南南路北段）早已修成马路，至20世纪初年城墙内的老北门内大街（今河南南路）修成连通的马路，是老城厢最早的马路。1912年，陈其美控制上海时期开始拆除城墙、填埋护城河，在其原址修筑了中华路（南半）、法华民国路（法語：Boulevard des Deux Republiques）（北半）。城内的河网也开始消失，例如1913年城内主要河道之一的方浜被填修筑庙前街等道路（现方浜中路），另一条主要河道肇嘉浜也在同一时期被填。城内的传统民居开始受到改造，石库门建筑开始出现。
1927年北伐军控制上海后，为了在整个上海设立有效的中国政府行政机构，国民政府设立了上海特别市，并将特别市政府驻地从老城厢搬到徐家汇地区。1928年，原上海市（老城厢）降为上海特别市市辖区。1930年，上海县成为与上海特别市平行的行政区，县治移到闵行，至此老城厢作为上海市级政府驻地的历史结束。
1928年起，老城厢划为上海特别市辖下的沪南区。1937年，上海市大道政府将区名改为“南市区”。抗战期间，老城厢是全面抗战第一战淞沪会战中中日激烈争夺的地区之一，老城厢南部（离中立租界较远的地段）受到较大创伤。虽然老城厢作为华界从开战后不久就被日军控制，但在抗战前期老城厢北端被法租界环绕部分设立了南市难民区，保护了相当数量的中国平民。
1945年抗战结束，上海光复，国民政府将南市区分为邑庙区和蓬莱区。1959年，中华人民共和国政府又将两区合并为南市区。（1961年至1993年之间，靠近老城厢的黄浦江两岸的码头区也属于南市区。）中华人民共和国成立后，在老城厢进行了一系列的改造，包括1956年将河南南路向南延伸至老城厢南端，成为南北向贯穿老城厢的主要道路。老城厢内的公共设施得到改善，一些住宅私产被改建成了公共医疗、教育设施，但相当多的庙宇和其他历史建筑在文化大革命等运动中受到破坏。20世纪90年代起，老城厢经历了大规模的改造。北部、东北部靠近城隍庙、豫园的地区改建成了针对游客的大型商业区，以及一些多层市场。一些历史建筑得到修复，例如上海文庙、上海城隍庙等，但相当一部分住宅建筑（包括历史建筑）被拆除，老城厢里开始出现摩天大楼。
2000年，南市区与原黄浦区合并为新黄浦区，结束上海老城厢作为单独行政区的历史。

## 主要特征及景观
黄浦区人民政府以城墙为界、复兴东路为横轴、河南路为纵轴，将老城厢区域划分为四个象限，其中福佑地块所在区域为第一象限、露香园地块所在区域为第二象限、文庙所在区域为第三象限、乔家路所在区域为第四象限。复兴东路以北大部属于豫园街道，复兴东路以南、光启南路以西属于老西门街道，光启南路以东属于小东门街道。

### 第一象限
上海城隍廟位于老城厢的第一象限，原为临河（方浜）而建的金山神庙。明朝以前，上海没有自己的城隍，在今永嘉路有松江府城隍行宫，明朝永乐年间老城厢内的金山神庙改建为上海城隍庙。城隍庙四周从庙会集市逐渐演变成了商业、饮食聚集地，在20世纪末经过大量重建后变成现在的大型商业区，主要为具有中国传统建筑细节特征的现代多层商场（豫园商城），从城隍庙本身往西、北一直延伸到老城厢的北端。城隍庙商业区内的著名饮食店包括南翔馒头店、绿波廊、宁波汤团店、上海老饭店、松月楼等。商业区北端连接以小商品市场为主的商场区。
豫园位于老城厢第一象限，城隍庙以北，是老城厢内仅有的完整修复的住宅园林。园林始建于明朝，但现在所见景观许多是1949年以后重建的，部分（例如戏台）是从拆除的其他古迹处搬来的。豫园的西、南方连接城隍庙附近的大型商业区。

### 第三象限
上海文庙位于老城厢第三象限是上海市区唯一的孔庙，清代时也是上海县学。现在部分主要建筑为1914年重修，一些其他建筑为1997-1999年重建。原在文庙前的旧书市场甚为有名，现在附近也聚集了一些工艺品和古玩商店。

### 城墙
上海城墙建于明朝，民国初年几乎完全拆除，现存的主要遗迹是老城厢西侧作为寺庙使用的大境閣，其他还有部分零星遗存在房屋拆除过程中时有发现。

### 其他宗教设施
老城厢内曾经存在大量各种宗教的庙宇，现存的主要有：佛教沉香阁、道教白云观、伊斯兰教小桃园清真寺等。

## 老城厢历史文化风貌区
2006年，上海市政府批准通过了《老城厢历史文化风貌区保护规划》。根据规划，老城厢全境被划为“老城厢历史文化风貌区”，大境路、方浜西路等34条道路被确立为风貌保护巷弄。其中豫园、方浜中路-大境路、文庙、小桃园、乔家路、龙门村六个区片被划为风貌区的核心保护范围，其余区域被划为建设控制范围。

### 露香园重建项目
自2002年起，黄浦区政府对方浜中路-大境路片区（即露香园路片区）开展重建项目，委托上海城投集团开发。项目共分两期实施，目前一期已完工。在开发的过程中，亦有对拆除城墙及名人旧居的批评。